# توم راي
توم راي (بالإنجليزية: Tom Ray)‏ هو رسام رسوم متحركة أمريكي، ولد في 2 أغسطس 1919 في ويليامز في الولايات المتحدة، وتوفي في 6 أبريل 2010 في فرجينيا بيتش في الولايات المتحدة.

## وصلات خارجية
- توم راي على موقع IMDb (الإنجليزية)
- توم راي على موقع قاعدة بيانات الفيلم (الإنجليزية)